# Тулон-6
Тулон-6 (фр. Toulon-6) — упразднённый кантон на юго-востоке Франции, в регионе Прованс — Альпы — Лазурный Берег (департамент — Вар, округ — Тулон). Впервые кантон образован в 1973 году в качестве административного центра для части города Тулон.

## Состав кантона
До марта 2015 года включал в себя часть Тулона, площадь кантона — ? км², население — 28 791 человек (2010), плотность населения — ? чел/км².
| Коммуна | Французское название | Площадь, км²                | Население, чел. (2012)          |
| ------- | -------------------- | --------------------------- | ------------------------------- |
| Тулон   | Toulon               | Кантон: — ? (всего — 42,84) | Кантон: 28 791 (всего: 164 899) |

29 марта 2015 года кантон официально упразднён согласно директиве от 27 февраля 2014.